# Coupe d'Afrique des nations de football des moins de 20 ans 2025
Navigation
2023 2027
La 24e Coupe d'Afrique des nations de football des moins de 20 ans se déroule du 27 avril au 18 mai 2025 en Égypte.

## Préparation

### Désignation du pays organisateur
La can a été déplacée en Égypte suite au retrait de la Côte d’Ivoire .

### Villes et stades
| [[Fichier:Egypt_location_map.svg\|270px\|{{#if:\|{{{alt}}}\|Les 3 villes hôtes est dans la page Égypte.]]Le Caire Suez Ismaïlia Les 3 villes hôtes (Égypte) |                  |                         |
| Le Caire | Suez             | Ismailia                |
| Stade du 30 Juin | Stade de Suez    | Suez Canal Stadium (en) |
| Capacité: 30,000 | Capacité: 25,000 | Capacité: 22,000        |
| |                  |                         |

Cette compétition est la troisième édition de la CAN junior à ceux joués en Égypte. Elle est organisée dans trois villes égyptiennes : Suez, Le Caire et Ismaïlia.
Le Stade du 30 Juin au Le Caire et le stade de Suez Canal Stadium (en) a Ismaïlia puis le Stade de Suez a Suez.

## Participants

### Joueurs
Les joueurs éligibles doivent être nés le 1er janvier 2005 ou après.

### Équipes
| Équipe                    | Participation à la phase finale | Meilleure performance en phase finale |
| ------------------------- | ------------------------------- | ------------------------------------- |
| Sénégal                   | 7e                              | Médaille d’or                         |
| Sierra Leone              | 1re                             | Première participation                |
| Tanzanie                  | 2e                              | Phases de groupe                      |
| Kenya                     | 1re                             | Première participation                |
| Afrique du Sud            | 8e                              | Médaille d’argent                     |
| Zambie                    | 9e                              | Médaille d’or                         |
| Ghana                     | 13e                             | Médaille d’or                         |
| Nigeria                   | 19e                             | Médaille d’or                         |
| Congo                     | 4e                              | Médaille d’or                         |
| République centrafricaine | 3e                              | Quart de finale                       |
| RD Congo                  | 2e                              | Phase de groupe                       |
| Maroc                     | 7e                              | Médaille d’or                         |
| Égypte                    | 14e                             | Médaille d’or                         |
| Tunisie                   | 4e                              | Médaille d’argent                     |

## Compétition

### Tirage au sort
La CAF dévoile la procédure des tirages au sort ainsi que la composition des trois chapeaux
Le tirage au sort a eu lieu le 13 février 2024
Après un désistement de la part du pays hôte, la Caf effectue un nouveau tirage au sort le 13 avril 2025
Voici les nouveau chapeau et les nouveaux groupes.
| Chapeau 1 | Chapeau 2                 | Chapeau 3      |
| --------- | ------------------------- | -------------- |
| Égypte    | Tunisie                   | Maroc          |
| Nigeria   | Zambie                    | Sierra Leone   |
| Sénégal   | République centrafricaine | Ghana          |
|           |                           | Tanzanie       |
|           |                           | Kenya          |
|           |                           | Afrique du Sud |
|           |                           | RD Congo       |

### Phase de groupes
Les douze équipes qualifiées plus le pays hôte sont réparties en deux groupes de quatre et un de cinq, ensuite les premières et deuxième premiers de chaque groupes sont qualifiés ainsi que les deux meilleur classé troisième de chaque poule se qualifient pour les quarts de finale.

#### Groupe A
| Rang | Équipe         | Pts | J | G | N | P | Bp | Bc | Diff |
| ---- | -------------- | --- | - | - | - | - | -- | -- | ---- |
| 1    | Afrique du Sud | 7   | 4 | 2 | 1 | 1 | 6  | 3  | +3   |
| 2    | Sierra Leone   | 7   | 4 | 2 | 1 | 1 | 6  | 5  | +1   |
| 3    | Égypte         | 7   | 4 | 2 | 1 | 1 | 3  | 4  | -1   |
| 4    | Zambie         | 6   | 4 | 1 | 3 | 0 | 2  | 1  | +1   |
| 5    | Tanzanie       | 0   | 4 | 0 | 0 | 4 | 0  | 4  | -4   |

| 27 avril 2025 | Zambie | 0 - 0   | Sierra Leone | Suez Canal Stadium (en)      |                              |
| 18h00 (UTC+2) |        | (0 - 0) |              | Arbitrage : Shamirah Nabadda | Arbitrage : Shamirah Nabadda |
| 18h00 (UTC+2) |        |         |              | Arbitrage : Shamirah Nabadda | Arbitrage : Shamirah Nabadda |

| 27 avril 2025 | Égypte                 | 1 - 0   | Afrique du Sud | Stade du 30 Juin          |                           |
| 21h00 (UTC+2) | 62e (Mohamed Abdallah) | (0 - 0) |                | Arbitrage : Aklesso Gnama | Arbitrage : Aklesso Gnama |
| 21h00 (UTC+2) |                        |         |                | Arbitrage : Aklesso Gnama | Arbitrage : Aklesso Gnama |

| 30 avril 2025 | Afrique du Sud      | 1 - 0   | Tanzanie | Suez Canal Stadium (en)      |                              |
| 18h00 (UTC+2) | 27e (Shakeel April) | (0 - 0) |          | Arbitrage : Houssam Benyahia | Arbitrage : Houssam Benyahia |
| 18h00 (UTC+2) |                     |         |          | Arbitrage : Houssam Benyahia | Arbitrage : Houssam Benyahia |

| 30 avril 2025 | Sierra Leone                                                                                         | 4 - 1   | Égypte               | Suez Canal Stadium (en)             |                                     |
| 21h00 (UTC+2) | 63e (Momoh Ibrahim Kamara) 66e (Momoh Ibrahim Kamara) 76e (Sallieu Bah) 90+8e (Momoh Ibrahim Kamara) | (0 - 1) | 45+5e (Ahmed Kabaka) | Arbitrage : Nyagrowa Dickens Mimisa | Arbitrage : Nyagrowa Dickens Mimisa |
| 21h00 (UTC+2) | |         |                      | Arbitrage : Nyagrowa Dickens Mimisa | Arbitrage : Nyagrowa Dickens Mimisa |

| 3 mai 2025    | Tanzanie | 0 - 1   | Sierra Leone       | Suez Canal Stadium (en)                   |                                           |
| 18h00 (UTC+2) |          | (0 - 1) | 37e (Samuel Gandi) | Arbitrage : Hugues Modeste Richard Kokora | Arbitrage : Hugues Modeste Richard Kokora |
| 18h00 (UTC+2) |          |         |                    | Arbitrage : Hugues Modeste Richard Kokora | Arbitrage : Hugues Modeste Richard Kokora |

| 3 mai 2025    | Égypte | 0 - 0   | Zambie | Suez Canal Stadium (en)     |                             |
| 21h00 (UTC+2) |        | (0 - 0) |        | Arbitrage : Abdallah Jammeh | Arbitrage : Abdallah Jammeh |
| 21h00 (UTC+2) |        |         |        | Arbitrage : Abdallah Jammeh | Arbitrage : Abdallah Jammeh |

| 6 mai 2025    | Sierra Leone               | 1 - 4   | Afrique du Sud                                                                | Suez Canal Stadium (en)        |                                |
| 18h00 (UTC+2) | 69e (Momoh Ibrahim Kamara) | (1 - 4) | 13e (Jody Lee Ahshene) 60e (Neo Rapoo) 13e (Jody Lee Ahshene) 60e (Neo Rapoo) | Arbitrage : Abdou Abdel Mefire | Arbitrage : Abdou Abdel Mefire |
| 18h00 (UTC+2) |                            |         |                                                                               | Arbitrage : Abdou Abdel Mefire | Arbitrage : Abdou Abdel Mefire |

| 6 mai 2025    | Zambie          | 1 - 0   | Tanzanie | Suez Canal Stadium (en)   |                           |
| 21h00 (UTC+2) | 90+11e (Sabobo) | (0 - 0) |          | Arbitrage : Aklesso Gnama | Arbitrage : Aklesso Gnama |
| 21h00 (UTC+2) |                 |         |          | Arbitrage : Aklesso Gnama | Arbitrage : Aklesso Gnama |

| 9 mai 2025    | Afrique du Sud          | 1 - 1   | Zambie                  | Stade de Suez                             |                                           |
| 21h00 (UTC+2) | 08e (Kutlwano Letlhaku) | (1 - 1) | 12e (Bonephanseo Phiri) | Arbitrage : Hugues Modeste Richard Kokora | Arbitrage : Hugues Modeste Richard Kokora |
| 21h00 (UTC+2) |                         |         |                         | Arbitrage : Hugues Modeste Richard Kokora | Arbitrage : Hugues Modeste Richard Kokora |

| 9 mai 2025    | Tanzanie | 0 - 1   | Égypte             | Suez Canal Stadium (en)        |                                |
| 21h00 (UTC+2) |          | (0 - 1) | 07e (Ahmed Sharaf) | Arbitrage : Abdou Abdel Mefire | Arbitrage : Abdou Abdel Mefire |
| 21h00 (UTC+2) |          |         |                    | Arbitrage : Abdou Abdel Mefire | Arbitrage : Abdou Abdel Mefire |

#### Groupe B
| Rang | Équipe  | Pts | J | G | N | P | Bp | Bc | Diff |
| ---- | ------- | --- | - | - | - | - | -- | -- | ---- |
| 1    | Maroc   | 7   | 3 | 2 | 1 | 0 | 6  | 3  | +3   |
| 2    | Nigeria | 5   | 3 | 1 | 2 | 0 | 3  | 2  | +1   |
| 3    | Tunisie | 3   | 3 | 1 | 0 | 2 | 6  | 3  | +3   |
| 4    | Kenya   | 1   | 3 | 0 | 1 | 2 | 5  | 8  | -3   |

| 1er mai 2025  | Nigeria             | 1 - 0   | Tunisie | Stade de Suez                  |                                |
| 18h00 (UTC+2) | 38e (Auwal Ibrahim) | (1 - 0) |         | Arbitrage : Abdou Abdel Mefire | Arbitrage : Abdou Abdel Mefire |
| 18h00 (UTC+2) |                     |         |         | Arbitrage : Abdou Abdel Mefire | Arbitrage : Abdou Abdel Mefire |

| 1er mai 2025  | Maroc                                       | 3 - 2   | Kenya                                 | Stade de Suez                      |                                    |
| 18h00 (UTC+2) | 45e 55e (Yassir Zabiri) 78e (Reda Laalaoui) | (1 - 1) | 16e (Lawrence Ouma) 71e (Hassan Beja) | Arbitrage : Akona Zenith Makhalima | Arbitrage : Akona Zenith Makhalima |
| 18h00 (UTC+2) |                                             |         |                                       | Arbitrage : Akona Zenith Makhalima | Arbitrage : Akona Zenith Makhalima |

| 4 mai 2025    | Tunisie                                                            | 3 - 1   | Kenya               | Stade de Suez               |                             |
| 18h00 (UTC+2) | 45+18e (Farès Bousnina) 70e (Omar Ben Ali) 85e (Alaeddine Derbali) | (1 - 1) | 38e (Lawrence Ouma) | Arbitrage : Emmanuel Mensah | Arbitrage : Emmanuel Mensah |
| 18h00 (UTC+2) |                                                                    |         |                     | Arbitrage : Emmanuel Mensah | Arbitrage : Emmanuel Mensah |

| 4 mai 2025    | Maroc | 0 - 0   | Nigeria | Stade de Suez                |                              |
| 21h00 (UTC+2) |       | (0 - 0) |         | Arbitrage : Shamirah Nabadda | Arbitrage : Shamirah Nabadda |
| 21h00 (UTC+2) |       |         |         | Arbitrage : Shamirah Nabadda | Arbitrage : Shamirah Nabadda |

| 7 mai 2025    | Nigeria                                             | 2 - 2   | Kenya                                           | Suez Canal Stadium (en)          |                                  |
| 18h00 (UTC+2) | 13e (Kparobo Nathaniel Arierhi) 73e (Daniel Bameyi) | (1 - 1) | 06e (Kévin Wangaya Injehu) 68e (William Gitamu) | Arbitrage : Shahenda El Maghribi | Arbitrage : Shahenda El Maghribi |
| 18h00 (UTC+2) |                                                     |         |                                                 | Arbitrage : Shahenda El Maghribi | Arbitrage : Shahenda El Maghribi |

| 7 mai 2025    | Tunisie           | 1 - 3   | Maroc                                                                | Stade de Suez            |                          |
| 18h00 (UTC+2) | 53e (Anis Doubal) | (0 - 1) | 44e (Ayman Arguigue) 86e (Ismail Bakhti) 90+2e (Jones El-Abdellaoui) | Arbitrage : Lamin Jammeh | Arbitrage : Lamin Jammeh |
| 18h00 (UTC+2) |                   |         |                                                                      | Arbitrage : Lamin Jammeh | Arbitrage : Lamin Jammeh |

#### Groupe C
| Rang | Équipe                    | Pts | J | G | N | P | Bp | Bc | Diff |
| ---- | ------------------------- | --- | - | - | - | - | -- | -- | ---- |
| 1    | Ghana                     | 7   | 3 | 2 | 1 | 0 | 3  | 1  | +2   |
| 2    | Sénégal                   | 4   | 3 | 1 | 1 | 1 | 3  | 2  | +1   |
| 3    | RD Congo                  | 4   | 3 | 1 | 1 | 1 | 4  | 4  | 0    |
| 4    | République centrafricaine | 1   | 3 | 0 | 1 | 2 | 2  | 5  | -3   |

| 2 mai 2025    | Sénégal                    | 1 - 1   | République centrafricaine | Stade de Suez                    |                                  |
| 18h00 (UTC+2) | 49e (Cheikh Tidiane Thiam) | (0 - 0) | 74e (Diogène Pengazonia)  | Arbitrage : Shahenda El Maghribi | Arbitrage : Shahenda El Maghribi |
| 18h00 (UTC+2) |                            |         |                           | Arbitrage : Shahenda El Maghribi | Arbitrage : Shahenda El Maghribi |

| 2 mai 2025    | RD Congo                   | 1 - 1   | Ghana              | Stade de Suez           |                         |
| 21h00 (UTC+2) | 17e (Samuel Ntanda-Lukisa) | (1 - 1) | 25e (Musibau Aziz) | Arbitrage : Luxolo Badi | Arbitrage : Luxolo Badi |
| 21h00 (UTC+2) |                            |         |                    | Arbitrage : Luxolo Badi | Arbitrage : Luxolo Badi |

| 5 mai 2025    | République centrafricaine        | 1 - 3   | RD Congo                                   | Stade de Suez                    |                                  |
| 18h00 (UTC+2) | 10e (Raphaël Nzabakomada-Yakoma) | (1 - 0) | 43e 50e (Noah Makanza) 59e (Samuel Ntanda) | Arbitrage : Natacha Akissi Konan | Arbitrage : Natacha Akissi Konan |
| 18h00 (UTC+2) |                                  |         |                                            | Arbitrage : Natacha Akissi Konan | Arbitrage : Natacha Akissi Konan |

| 5 mai 2025    | Ghana                 | 1 - 0   | Sénégal | Stade de Suez               |                             |
| 21h00 (UTC+2) | 15e (Emmanuel Mensah) | (1 - 0) |         | Arbitrage : Hillary Hambaba | Arbitrage : Hillary Hambaba |
| 21h00 (UTC+2) |                       |         |         | Arbitrage : Hillary Hambaba | Arbitrage : Hillary Hambaba |

| 8 mai 2025    | République centrafricaine | 0 - 1   | Ghana                        | Suez Canal Stadium (en)      |                              |
| 18h00 (UTC+2) |                           | (0 - 0) | 84e (Joseph Amankwaah Opuku) | Arbitrage : Akhona Makhalima | Arbitrage : Akhona Makhalima |
| 18h00 (UTC+2) |                           |         |                              | Arbitrage : Akhona Makhalima | Arbitrage : Akhona Makhalima |

| 8 mai 2025    | Sénégal                                        | 2 - 0   | RD Congo | Stade de Suez                       |                                     |
| 18h00 (UTC+2) | 11e (Cheikh Tidiane Thiam) 87e (Ibrahim Dieng) | (1 - 0) |          | Arbitrage : Nyagrowa Dickens Mimisa | Arbitrage : Nyagrowa Dickens Mimisa |
| 18h00 (UTC+2) |                                                |         |          | Arbitrage : Nyagrowa Dickens Mimisa | Arbitrage : Nyagrowa Dickens Mimisa |

#### Meilleurs troisièmes

##### Classement
Deux équipes classées troisièmes de leur poule sont repêchées pour compléter le tableau quart de finale. Pour désigner les 2 meilleurs troisièmes, un classement est effectué en comparant les résultats dans leur groupe respectif de chacune des équipes :
Règles de départage :
1. Plus grand nombre de points obtenus ;
2. Meilleure différence de buts ;
3. Plus grand nombre de buts marqués ;
4. Classement du fair-play (deux cartons jaunes dans le même match ou un carton rouge direct équivalent à -3 points, et un carton jaune à -1 point)

Le règlement au cas où un groupe serait plus nombreux qu’un autre
| Rang | Équipe   | Pts | J | G | N | P | Bp | Bc | Diff |
| ---- | -------- | --- | - | - | - | - | -- | -- | ---- |
| 1    | RD Congo | 4   | 3 | 1 | 1 | 1 | 4  | 4  | 0    |
| 2    | Égypte   | 4   | 3 | 1 | 1 | 1 | 2  | 4  | -2   |
| 3    | Tunisie  | 3   | 3 | 1 | 0 | 2 | 6  | 3  | +3   |

     Équipe qualifiée en tant que meilleure 3e.

#### Équipe type pour la phase de groupes
Le Groupe d'étude technique de la CAF annonce l’équipe type de la phase de groupes de la CAN U20 TotalEnergies D'Égypte 2025.
| Entraîneur    | Mohamed Ouahbi                                             |                                        |                                                   |
| Gardien       | Défenseurs                                                 | Milieux                                | Attaquants                                        |
| Levison Banda | Nathaniel Jalloh Odinaka Okoro Daniel Bameyi Dacosta Antwi | Kevin Wangaya Lazola Maku Momoh Kamara | Joseph Sabobo Othmane Maamma Samuel Ntanda-Lukisa |

| Meilleur entraîneur | Meilleur gardien | Meilleur buteur | Meilleur joueur | Prix du fair-play |
| ------------------- | ---------------- | --------------- | --------------- | ----------------- |
| Mohamed Ouahbi      | Levison Banda    | Momoh Kamara    | Momoh Kamara    | Ghana             |

### Tableau final
|  | Quarts de finale | Quarts de finale | Quarts de finale | Quarts de finale |                |                | Demi-finales | Demi-finales | Demi-finales                  | Demi-finales                  |                               |                               | Finale             | Finale             | Finale             | Finale             |
|  |                  |                  |                  |                  |                |                |              |              |                               |                               |                               |                               |                    |                    |                    |                    |
|  | 12 mai 2025      | 12 mai 2025      | 12 mai 2025      | 12 mai 2025      |                |                | 15 mai 2025  | 15 mai 2025  | 15 mai 2025                   | 15 mai 2025                   |                               |                               | 18 mai 2025, Stade | 18 mai 2025, Stade | 18 mai 2025, Stade | 18 mai 2025, Stade |
|  | 12 mai 2025      | 12 mai 2025      | 12 mai 2025      | 12 mai 2025      |                |                | 15 mai 2025  | 15 mai 2025  | 15 mai 2025                   | 15 mai 2025                   |                               |                               | 18 mai 2025, Stade | 18 mai 2025, Stade | 18 mai 2025, Stade | 18 mai 2025, Stade |
|  | Afrique du Sud   | Afrique du Sud   | 1                | 1                |                |                | 15 mai 2025  | 15 mai 2025  | 15 mai 2025                   | 15 mai 2025                   |                               |                               | 18 mai 2025, Stade | 18 mai 2025, Stade | 18 mai 2025, Stade | 18 mai 2025, Stade |
|  | Afrique du Sud   | Afrique du Sud   | 1                | 1                |                |                | 15 mai 2025  | 15 mai 2025  | 15 mai 2025                   | 15 mai 2025                   |                               |                               | 18 mai 2025, Stade | 18 mai 2025, Stade | 18 mai 2025, Stade | 18 mai 2025, Stade |
|  | RD Congo         | RD Congo         | 0                | 0                |                |                | 15 mai 2025  | 15 mai 2025  | 15 mai 2025                   | 15 mai 2025                   |                               |                               | 18 mai 2025, Stade | 18 mai 2025, Stade | 18 mai 2025, Stade | 18 mai 2025, Stade |
|  | RD Congo         | RD Congo         | 0                | 0                | Afrique du Sud | Afrique du Sud | 1            | 1            |                               |                               |                               |                               | 18 mai 2025, Stade | 18 mai 2025, Stade | 18 mai 2025, Stade | 18 mai 2025, Stade |
|  | 12 mai 2025      |                  |                  |                  | Afrique du Sud | Afrique du Sud | 1            | 1            |                               |                               |                               |                               | 18 mai 2025, Stade | 18 mai 2025, Stade | 18 mai 2025, Stade | 18 mai 2025, Stade |
|  |                  |                  | Nigeria          | Nigeria          | 0              | 0              |              |              |                               |                               |                               |                               | 18 mai 2025, Stade | 18 mai 2025, Stade | 18 mai 2025, Stade | 18 mai 2025, Stade |
|  | Nigeria          | Nigeria          | Nigeria          | Nigeria          | 0              | 0              | 0 (3)        | 0 (3)        |                               |                               |                               |                               | 18 mai 2025, Stade | 18 mai 2025, Stade | 18 mai 2025, Stade | 18 mai 2025, Stade |
|  | Nigeria          | Nigeria          | 15 mai 2025      |                  |                |                | 0 (3)        | 0 (3)        |                               |                               |                               |                               | 18 mai 2025, Stade | 18 mai 2025, Stade | 18 mai 2025, Stade | 18 mai 2025, Stade |
|  | Sénégal          | Sénégal          | 0 (1)            | 0 (1)            |                |                |              |              |                               |                               |                               |                               | 18 mai 2025, Stade | 18 mai 2025, Stade | 18 mai 2025, Stade | 18 mai 2025, Stade |
|  | Sénégal          | Sénégal          | 0 (1)            | 0 (1)            | Afrique du Sud | Afrique du Sud | 1            | 1            |                               |                               |                               |                               |                    |                    |                    |                    |
|  | 12 mai 2025      |                  |                  |                  | Afrique du Sud | Afrique du Sud | 1            | 1            |                               |                               |                               |                               |                    |                    |                    |                    |
|  |                  |                  | Maroc            | Maroc            | 0              | 0              |              |              |                               |                               |                               |                               |                    |                    |                    |                    |
|  | Maroc            | Maroc            | Maroc            | Maroc            | 0              | 0              | 1            | 1            |                               |                               |                               |                               |                    |                    |                    |                    |
|  | Maroc            | Maroc            |                  |                  |                |                |              |              |                               |                               |                               |                               |                    |                    |                    |                    |
|  | Sierra Leone     | Sierra Leone     | 0                | 0                |                |                |              |              |                               |                               |                               |                               |                    |                    |                    |                    |
|  | Sierra Leone     | Sierra Leone     | 0                | 0                | Maroc          | Maroc          | 1            | 1            | Match pour la troisième place | Match pour la troisième place | Match pour la troisième place | Match pour la troisième place |                    |                    |                    |                    |
|  | 12 mai 2025      |                  |                  |                  | Maroc          | Maroc          | 1            | 1            | Match pour la troisième place | Match pour la troisième place | Match pour la troisième place | Match pour la troisième place |                    |                    |                    |                    |
|  |                  |                  | Égypte           | Égypte           | 0              | 0              |              |              | 18 mai 2025                   | 18 mai 2025                   | 18 mai 2025                   | 18 mai 2025                   |                    |                    |                    |                    |
|  | Ghana            | Ghana            | Égypte           | Égypte           | 0              | 0              | 2 (4)        | 2 (4)        | 18 mai 2025                   | 18 mai 2025                   | 18 mai 2025                   | 18 mai 2025                   |                    |                    |                    |                    |
|  | Ghana            | Ghana            |                  |                  |                |                |              | 2 (4)        |                               |                               | Nigeria                       | Nigeria                       | 1 (4)              | 1 (4)              |                    |                    |
|  | Égypte           | Égypte           | 2 (5)            | 2 (5)            |                |                |              |              |                               |                               | Nigeria                       | Nigeria                       | 1 (4)              | 1 (4)              |                    |                    |
|  | Égypte           | Égypte           | 2 (5)            | 2 (5)            | Égypte         | Égypte         | 1 (1)        | 1 (1)        |                               |                               |                               |                               |                    |                    |                    |                    |
|  |                  |                  |                  |                  |                |                |              |              |                               |                               |                               |                               |                    |                    |                    |                    |

#### Quarts de finale
| 12 mai 2025   | Afrique du Sud            | 1 - 0 | RD Congo | Suez Canal Stadium (en)    |                            |
| 17h00 (UTC+2) | 105+4e (Thabang Mahlangu) |       |          | Arbitrage : Mahmoud Ashour | Arbitrage : Mahmoud Ashour |
| 17h00 (UTC+2) |                           |       |          | Arbitrage : Mahmoud Ashour | Arbitrage : Mahmoud Ashour |

| 12 mai 2025   | Nigeria                                            | 0 - 0             | Sénégal                                                               | Suez Canal Stadium (en)      |                              |
| 14h00 (UTC+2) |                                                    |                   |                                                                       | Arbitrage : Houssam Benyahia | Arbitrage : Houssam Benyahia |
| 14h00 (UTC+2) |                                                    |                   |                                                                       | Arbitrage : Houssam Benyahia | Arbitrage : Houssam Benyahia |
| 14h00 (UTC+2) | Israel Ayuma · Chukwu Emmanuel · Precious Benjamin | Tirs au but 3 - 1 | Ousmane Konaté Mame Mor Faye · Seydi Ababacar Diouck · Pierre Dorival | Arbitrage : Houssam Benyahia | Arbitrage : Houssam Benyahia |

| 12 mai 2025   | Maroc                     | 1 - 0 | Sierra Leone | Stade du 30 Juin               |                                |
| 17h00 (UTC+2) | 115e (Ilias Boumassaoudi) |       |              | Arbitrage : Abdou Abdel Mefire | Arbitrage : Abdou Abdel Mefire |
| 17h00 (UTC+2) |                           |       |              | Arbitrage : Abdou Abdel Mefire | Arbitrage : Abdou Abdel Mefire |

| 12 mai 2025   | Ghana                                                                          | 2 - 2             | Égypte                                                                                   | Stade de Suez                |                              |
| 20h00 (UTC+2) | 45+1e (Abdul Aziz Issah) · 90+11e (Hakim Sulemana)                             |                   | 19e 27e (Momen Sherif)                                                                   | Arbitrage : Shamirah Nabadda | Arbitrage : Shamirah Nabadda |
| 20h00 (UTC+2) |                                                                                |                   |                                                                                          | Arbitrage : Shamirah Nabadda | Arbitrage : Shamirah Nabadda |
| 20h00 (UTC+2) | Musibau Aziz · Joseph Opoku · Denis Marfo · Dacosta Antwi · Abdul Aziz Issah · | Tirs au but 4 - 5 | Abdallah Bostangy Mohamed Raafat · Seif El Deen Essam · Ahmed Khaled Gomaa · Ahmed Abdin | Arbitrage : Shamirah Nabadda | Arbitrage : Shamirah Nabadda |

#### Demi-finales
| 15 mai 2025   | Afrique du Sud                | 0 - 1 | Nigeria | Suez Canal Stadium (en)      |                              |
| 18h00 (UTC+2) | 66e (Tylon Christopher Smith) |       |         | Arbitrage : Houssam Benyahia | Arbitrage : Houssam Benyahia |
| 18h00 (UTC+2) |                               |       |         | Arbitrage : Houssam Benyahia | Arbitrage : Houssam Benyahia |

| 15 mai 2025   | Maroc                     | 1 - 0 | Égypte | Stade du 30 Juin          |                           |
| 21h00 (UTC+2) | 77e (Jones El-Abdellaoui) |       |        | Arbitrage : Aklesso Gnama | Arbitrage : Aklesso Gnama |
| 21h00 (UTC+2) |                           |       |        | Arbitrage : Aklesso Gnama | Arbitrage : Aklesso Gnama |

#### Match pour la troisième place
| 18 mai 2025   | Nigeria                                                                          | 1 - 1             | Égypte                                 | Stade du 30 Juin             |                              |
| 21h00 (UTC+2) | 47e (Bidemi Amole)                                                               |                   | 03e (Omar Osama)                       | Arbitrage : Shamirah Nabadda | Arbitrage : Shamirah Nabadda |
| 21h00 (UTC+2) |                                                                                  |                   |                                        | Arbitrage : Shamirah Nabadda | Arbitrage : Shamirah Nabadda |
| 21h00 (UTC+2) | Emmanuel Chukwu · Israel Isaac Ayuma · Kparobo Nathaniel Arierhi · Tahir Maigana | Tirs au but 4 - 1 | Omar Khedr Ahmed Kabaka · Mohamed Atef | Arbitrage : Shamirah Nabadda | Arbitrage : Shamirah Nabadda |

#### Finale
| 18 mai 2025   | Afrique du Sud        | 1 - 0 | Maroc | Stade international du Caire   |                                |
| 21h00 (UTC+2) | 70e (Gomolemo Kekana) |       |       | Arbitrage : Abdou Abdel Mefire | Arbitrage : Abdou Abdel Mefire |
| 21h00 (UTC+2) |                       |       |       | Arbitrage : Abdou Abdel Mefire | Arbitrage : Abdou Abdel Mefire |

## Récompenses
| Prix                        | Lauréat              |
| --------------------------- | -------------------- |
| Meilleur joueur             | Tylon Smith          |
| Meilleur buteur             | Momoh Ibrahim Kamara |
| Prix du meilleur entraîneur | Raymond Mdaka        |
| Meilleur gardien            | Fletcher Lowe        |
| Prix du fair-play           | Maroc                |

## Résultats

### Récompenses
| Entraîneur    | Raymond Mdaka                                          |                                           |                                         |
| Gardien       | Défenseurs                                             | Milieux                                   | Attaquants                              |
| Fletcher Lowe | Neo Rapoo Mohamed Goweily Othmane Maamma Daniel Bameyi | Lazola Maku Hossam Essadak Fouad Zahouani | Hamza Koutoune Momoh Kamara Tylon Smith |

### Joueurs médaillés
| Compétition  | Or | Argent | Bronze |
| ------------ | --- | --- | --- |
| CAN U20 2025 | Afrique du Sud Fletcher Hani Lowe Sfiso Maxwell Timba Neo Duncan Rapoo Patrick Autata Asekho Tiwani Siviwe Nkwali Shakeel April Gomolemo Leviy Kekana Lee Jody Ahshene Mfundo Joy Vilakazi Kutlwano Letlhaku Mogamat Faiz Abrahams Kgomotso Hareng Dante Madiba Tylon Christopher Smith Lazola Maku Kgoleng Ratisani Langelihle Angelihle Phili Thabang Tumelo Mahlangu Thato Majoro Sibiya Takalani Mazhamba Gopolang Taunyana Kabelo Linda Nkgwesa Sélectionneur : Raymond Mdaka | Maroc Yanis Benchaouch Hamza Koutoune Ismaël Baouf Abdelhamid Ait Boudlal Reda Laalaoui Anass El Makkaoui Othmane Maamma Hossam Essadak Ayman Arguigue Mouad Dahak Ilias Boumassaoudi Abdelhakim Mesbahi Ahmed Khatir Ismael Patrick Tahar Aouad Fouad Zahouani Ibrahim Gomis Jones El-Abdellaoui Naoufel El Hannach Smail Bakhty Julien Merijn Mesbahi Mohamed Yassir Zabiri Adnane Hamza Kharroubi Adam Boayar Saad El Haddad Issa Habri Amine Boukamir Sélectionneur : Mohamed Ouahbi | Nigeria Ebenzer Ifenyi Harcourt Adamu Bajibir Maigari Odinaka Emmanuel Okoro Caleb Ikpoma Ochedikwu Chigozie Michael Ihejiofor Daniel Kolocho Bameyi Clinton Degol Jephta Sulyman Olalekan Alabi Kparobo Nathaniel Arierhi Israel Isaac Ayuma Bidemi Olalekan Amole Precious Benjamin Divine Uchechukwu Oliseh Simon Karshe Cletus Auwal Ibrahim Rufai Abubakar Shafiu Adamu Duguri Mendos Theophilus Rickson Ezekiel Anthony Kpangu Mathew Awodi Kingsley Tahit Maigana Emmanuel Chukwu Ajia Soliu Yakub Armiyau Rmiyau Yushau Armiyau Sélectionneur : Ladan Bosso |

| CAN 2025 Junior Vainqueur |
| ------------------------- |
| Afrique du Sud 1re titre  |

### Classement des buteurs
4 buts
- Momoh kamara

3 buts
- Thabang Mahlangu

2 buts
- Cheikh Tidiane Thiam
- Jones El-Abdellaoui
- Lawrence Ouma
- Momen Sherif
- Noah Makanza
- Samuel Ntanda-Lukisa
- Yassir Zabiri

### Qualifications pour le championnat du monde des moins de 20 ans
Les quatre équipes ayant atteint les demi-finales sont qualifiées pour la Coupe du monde de football des moins de 20 ans 2025 organisée en Chili